# Coral del Arrecife
"Coral del Arrecife" é uma música do cantor catalão Miki Nuñez, lançada como single do álbum Amuza, em novembro de 2019. A canção é um dueto com Sofia Ellar, cantora espanhola.

## Lançamento
A música foi lançada junto com seu videoclipe em 28 de novembro de 2019, fazendo parte da divulgação do álbum Amuza. O clipe foi gravado no centro de Madri e conta com a participação de Sofia Ellar.